# Hivis
Hivis är en medicinsk studie som syftar till att få fram ett vaccin mot HIV. Studien drivs som ett projekt där svenska Smittskyddsinstitutet, Venhälsan vid Södersjukhuset i Stockholm, Muhimbili University of Health and Allied Sciences i Tanzania och National Institutes of Health i USA deltar. Projektet finansieras av Sida och EU. Projektet startade i december 2002.
Det vaccin som studeras är uppbyggt av flera vaccin, dels ett svenskt dna-vaccin, med DNA från tre olika virusstammar, dels ev ett amerikanskt som innehåller dna-bitar från ytterligare en virustyp.

## Resultat
Tester som gjorts i Tanzania på 60 friska polismän visade att de utvecklat fler antikroppar och immunceller. Inga allvarliga biverkningar har uppstått.

## Mer tester
Innan vaccinet kan börja säljas måste det testas utförligt i det land det tillverkades i. Studien är godkänd av Regionala etikprövningsnämnden i Stockholm och i september 2009 lämnades den in till Läkemedelsverket. Ytterligare studier planeras under 2010 i Afrika.[uppföljning saknas]